# Chialina
Chialina (Cjaline in friulano standard, Cjalina in friulano carnico) è una frazione del comune di Ovaro (UD). Si trova a 532 m in Val Degano, alla sinistra orografica del torrente, alle falde del Monte Zoncolan (1.750 m). In paese si trovano la chiesa di San Nicolò (costruita nel 1944) e l'oratorio privato di Santa Teresa (del secolo XVIII).